# Hermann Baumgart
Hermann Baumgart (* 24. Mai 1843 in Elbing; † 8. Juni 1926 in Königsberg) war ein deutscher Literaturhistoriker und Rektor der Universität Königsberg.

## Leben
Nach dem Schulbesuch in Elbing und einer kaufmännischen Lehre, die abgebrochen wurde, studierte Baumgart von 1861 bis 1865 klassische Philologie und Geschichte in Königsberg. Seit 1871 unterrichtete Baumgart als Gymnasiallehrer Klassische Philologie, Deutsch und Geschichte am Königlichen Friedrichs-Collegium in Königsberg. 1874 wurde er in Leipzig promoviert, 1877 habilitierte er sich in Königsberg. Nach dreijähriger Lehrtätigkeit als Privatdozent wurde Baumgart 1880 zum außerordentlichen Professor ernannt. Seit 1890 war Baumgart ordentlicher Professor für Neuere Deutsche Literaturgeschichte in Königsberg. Im Amtsjahr 1897/98 wurde er zum Rektor der Universität Königsberg gewählt. 1904 folgte seine Ernennung zum Geheimen Regierungsrat.1919 trat Baumgart in den Ruhestand.

## Hauptwerke
- Goethes Märchen. Ein politisch-nationales Glaubensbekenntnis des Dichters, Königsberg 1875 (Reprint Ann Arbor 1980).
- Die Hamlet-Tragödie und ihre Kritik, Königsberg 1877.
- Aristoteles, Lessing und Goethe. Über das ethische und das ästhetische Princip der Tragödie, Leipzig 1877.
- Goethes Weissagungen des Bakis und die Novelle, zwei symbolische Bekenntnisse des Dichters, Halle 1886.
- Handbuch der Poetik. Eine kritisch-historische Darstellung der Theorie der Dichtkunst, Stuttgart 1887 (Digitalisat und Volltext im Deutschen Textarchiv) (Reprint Hildesheim 2003).
- Goethes Faust als einheitliche Dichtung, 2 Bde., Königsberg 1893/1902.
- Goethes „Geheimnisse“ und seine „Indischen Legenden“, Stuttgart 1895.